# Битва при Каупенсе
Битва при Каупенсе (англ. Battle of Cowpens) — сражение между британской армией Банастра Тарлетона и американской армией Дэниела Моргана, которое произошло 17 января 1781 года в ходе Войны за независимость США около Ранчо Ханны (Hanna’s Cowpens) в Южной Каролине, недалеко от границы с Северной Каролиной. Американские войска состояли из солдат Континентальной армии и ополченцев, а британские из двух регулярных полков и отрядов американских лоялистов.
Сражение завершилось полным разгромом британских войск и местных лоялистов. Под командованием Тарлетона находилось порядка 1200 человек, оценка сил Моргана в источниках разнится от 800 до 1912, однако они в любом случае были подготовлены хуже, чем регулярные британские войска. Успех Моргана объясняется выбором удачного места расположения армии на холме у реки и расстановкой его войск в три линии, что позволило завлечь британцев в ловушку.
В американской историографии битва при Каупенсе считается одним из поворотных моментов в сражениях Американской революции и событием, которое в конечном счёте привело к капитуляции армии Корнуоллиса и признанию Великобританией независимости Соединённых Штатов Америки.

## Название
Слово cowpens на американском Юге означало место для содержания скота. Иногда его рассматривают как местный термин для обозначения ранчо. Оно впервые встречается в 1634 году в Вирджинии и в этом случае описывается как загон для содержания скота. Историк Лесли Лэинг в своём труде Cattle in Early Virginia утверждал, что каупен в значении «ранчо» использовалось только в Каролинах. Он утверждал, что каупенс были изобретены южнокаролинцами и впоследствии распространились в Северной Каролине и Джорджии.
Участники сражения обычно называли поле боя «место, которое называется Каупенс» (place, called Cowpens/Cow Pens) или «Каупенские равнины».

## Предыстория
12 мая 1780 года осада Чарлстона завершилась капитуляцией американского гарнизона. После капитуляции в Южной Каролине остался лишь небольшой отряд Континентальной армии, который двигался на помощь Чарлстону под командованием полковника Эбрахама Бьюфорда. Узнав о сдаче города, он повернул назад, но 29 мая кавалерия Банастра Тарлетона настигла его и разбила в сражении при Уаксхавсе. Впоследствии ходили слухи об особой жестокости Тарлетона и о том, что он приказал убивать даже пленных, из-за чего ему дали прозвище «Кровавый Тарлетон». Британцы полагали, что уничтожение отряда Бьюфорда положит конец сопротивлению, но оно, наоборот, вызвало жажду мщения среди колонистов. 8 июня генерал Клинтон сдал командование на Юге генералу Корнуоллису и вернулся в Нью-Йорк, успев перед этим разместить британские гарнизоны в фортах на территории Южной Каролины.
При сдаче Чарлстона британцам в число пленных попал генерал Линкольн, поэтому командиром американской армии на Юге автоматически стал генерал де Кальб, который находился в Северной Каролине с небольшим отрядом континенталов. Поскольку он был иностранцем, Конгресс передал командование генералу Горацио Гейтсу. 26 июля 1780 года тот приказал армии начать наступление к южнокаролинскому городку Кэмден. 9 августа Корнуоллис узнал о наступлении Гейтса и вышел ему навстречу из Чарлстона. 16 августа состоялось сражение при Кэмдене. Гейтс был разбит, де Кальб погиб в бою. Через два дня, 18 августа, Тарлетон разгромил ещё один отряд американцев в сражении при Фишинг-Крик. Корнуоллис вступил в Северную Каролину и занял Шарлотт, но его фланговый отряд был разбит в сражении при Кингс-Маунтин, поэтому Корнуоллис отступил и встал лагерем в Уиннсборо.
14 октября командиром армии Юга был назначен генерал Натаниэль Грин, который 3 декабря принял командование армией в Шарлотте. По выражению историка Дэна Морилла, талантливые стратеги делают неправильные вещи в правильное время: планируя кампанию, Грин решил разделить свою армию на две части несмотря на близость противника. 16 декабря он выступил из лагеря с основной армией, а Дэниэлу Моргану поручил меньшую часть — 320 континенталов и 100 кавалеристов Уильяма Вашингтона. 20 декабря Морган со своим отрядом вышел из Шарлотта, перешёл реку Катобу и отправился к Кингс-Маунтин и Каупенсу, где надеялся усилить свой отряд местным ополчением. 30 декабря кавалерия выследила и разгромила отряд лоялистов у Хэммонд-Стор.
В то время генерал Корнуоллис, который недавно потерял Патрика Фергюсона в бою при Кингс-Маунтин, запрашивал у генерала Клинтона подкреплений. В январе 1781 года из Нью-Йорка в Чарлстон были переброшены 1530 солдат под командованием генерал-майора Александра Лесли. В это время Корнуоллис, обеспокоенный нападением на Хэммонд-Стор, отправил кавалерию Тарлетона, примерно 1100 человек, для защиты форта Найнти-Сикс. В распоряжении Тарлетона был его Британский легион (550 человек), батальон 71-го пехотного полка, 200 человек из 7-го полка, 50 человек 17-го легкодрагунского полка и два полевых орудия. Тарлетон прибыл к форту Найнти-Сикс и убедился, что форту ничего не угрожает, поэтому он решил выследить и разбить Моргана. Он предложил Корнуоллису взять Моргана в клещи: согласно этому плану, он должен был атаковать с фронта и отбросить Моргана назад, на армию Корнуоллиса. 17 января 1781 года Корнуоллис вышел из Уиннсборо и начал медленно — чтобы генерал Лесли успел его нагнать — двигаться к Кингс-Маунтин. Он написал в те дни, что размеры отряда Тарлетона и его подавляющее превосходство в кавалерии не оставляют сомнений в успешном исходе операции.
Морган узнал о выдвижении Тарлетона от Грина («Говорят, что Тарлетон намеревается сделать вам визит. Не сомневаюсь, что он встретит подобающий приём») и понимал, что его ополченцы ещё не готовы к бою. Он расставил посты и пикеты у всех бродов на реке Паколет, чтобы задержать Тарлетона. Утром 16 января Моргану сообщили, что Тарлетон обошёл пикеты, переправился через Паколет и движется прямо к расположению его армии. Морган приказал немедленно свернуть лагерь, бросив начатый завтрак, и отступать за реку Броад-Ривер. На закате его армия пришла в Каупенс; до Броад-Ривер оставалось ещё пять миль. Местность под Каупенсом была неудобна для обороны, это было открытое пространство, поросшее редкими дубами и соснами. Не было болот, кустов или зарослей, которые затруднили бы манёвры кавалерии. Сам Тарлетон позже признавал, что лучшей местности для него нельзя было и представить. Но Морган решил принять бой на этой позиции. Впоследствии он утверждал, что специально выбрал местность без болот, чтобы ополчение не сбежало туда, и даже писал, что сам надеялся на атаку с флангов. В реальности у него просто не было выбора: он не хотел быть атакованным при отходе к реке или при переправе. Кроме того, Каупенс был хорошо известен южнокаролинцам, и туда было удобно приглашать ополченцев: многие жители окрестностей действительно присоединились к армии Моргана, и её состав возрос до 1100 человек. Наконец, остановка дала армии возможность отдохнуть и приготовить еду.

### План Моргана
Морган провёл всю ночь, беседуя со своими людьми и особенно с ополченцами. Он тщательно объяснил им, что их ждёт и что они должны делать. Он хорошо помнил исход сражения при Кэмдене: тогда ополченцы попали под штыковую атаку британских регуляров, запаниковали и обратились с бегство. Морган предпринял шаги, чтобы предотвратить подобный исход событий. Он предположил, что Тарлетон атакует его с фронта, как
ранее атаковал Бьюфорда при Уаксхавсе и Самтера при Блэкстоксе, и решил разместить самых неопытных военных в первой линии, в 300 метрах от основной боевой линии. 300 джорджианцев и северокаролинцев с винтовками должны были развернуться рассыпным строем и, прячась за деревьями, открыть огонь по противнику, стараясь выбивать офицеров. «Бейте по эполетам!» — напутствовал их Морган. За этой линией, в 150 метрах, он решил поставить основной контингент ополченцев под командованием Эндрю Пикенса. Им было приказано стрелять в последний момент, когда станут различимы белки́ глаз противника. Сделав хотя бы два залпа, ополченцы должны были отступить назад, за левый фланг континентальных полков. «И когда вы вернётесь домой, старики благословят вас, а девчонки расцелуют!» — говорил Морган. Чтобы драгуны не перебили ополченцев при отходе, он приказал командующему кавалерией Вашингтону атаковать противника в тот момент, когда ополчение будет отходить.
В третьей линии на самой вершине холма, которая тянулась с юга на север метров на 800, Морган разместил полки Континентальной армии под командованием Джона Эгера Ховарда. Многие из них участвовали в сражении при Кэмдене и были знакомы с британской армией и с методами Тарлетона.
Историк Джон Бьюкенен писал, что профессиональные военные обычно консервативны и не любят экспериментов, и Морган стал единственным генералом той войны, который изобрёл необычную тактику. Он знал о недостатках ополченцев, но не мог отказаться от них, потому что его регулярных войск было слишком мало. Вопрос состоял в том, как именно применить ополчение в регулярном сражении XVIII века. Он решил поставить ополчение в авангарде, но не стал требовать от них невозможного.

### Силы сторон
Самой надёжной частью армии Моргана были солдаты Континентальной армии, которые по уровню боевой подготовки и опыту почти соответствовали солдатам британской армии. К январю 1781 года многие прослужили уже год, а некоторые были на службе с 1775 года. Континенталы были сведены в батальон из 5 рот под общим командованием Джона Ховарда:
- Делавэрская рота под командованием капитана Роберта Кирквуда[англ.]. В ней числился 61 человек, и это были в основном остатки Делавэрского полка, разбитого под Кэмденом. Обычно эта рота использовалась как элитная часть, и действовала вместе с драгунами У. Вашингтона.
- 1-я Мэрилендская рота, собранная из остатков 1-го и 7-го Мэрилендских полков, под командованием капитана Ричарда Андерсона. 60 чел.
- 2-я Мэрилендская рота, собранная из остатков 2-го, 4-го и 6-го Мэрилендских полков, под командованием капитана Генри Добсона. 60 чел.
- 3-я Мэрилендская рота, собранная из остатков 3-го и 5-го Мэрилендских полков, под командованием лейтенанта Николса Мэнгерса. 60 чел.
- Вирджинская легкопехотная рота под командованием капитана Эндрю Уоллеса, 300 человек.

Кроме континенталов, в распоряжении Моргана были войска штатов (в англоязычных источниках фигурирующие как state troops, state line или state regulars). Она обычно записывались на службу на 6—8 месяцев. К моменту столкновения при Каупенсе в распоряжении Моргана были вирджинская рота (около 50 человек), северокаролинская рота неизвестной численности и южнокаролинская рота. Последней командовал майор Сэмюэл Хэммонд, но в ходе боя он принял командование левым флангом стрелковой цепи, сдав роте Джозефу Пикенсу, брату Эндрю Пикенса.
Третьей частью армии Моргана были ополченцы, которые обычно набирались по призыву (а не по добровольной записи) и служили очень короткие сроки. Однако и они успели накопить некоторый боевой опыт в перестрелках с лоялистами. Примерно пятая часть всех ополченцев Моргана ранее служила в частях Континентальной армии. Ополченцы были сведены в полки по 100—300 человек. Роты ополчения обычно по документам насчитывали примерно 40 человек, хотя в реальности их численность была ниже. Вирджинское ополчение было сведено в три роты под командованием Фрэнка Триплета и небольшой полк под командованием Дэвида Кэмпбелла. Северокаролинское ополчение, вооружённое нарезными винтовками, было сведено в батальон под командованием полковника Джозефа Макдауэлла. Южнокаролинское ополчение было сведено в бригаду из 4-х батальонов под командованием полковника Эндрю Пикенса. Батальонами командовали: полковник Джон Томас Младший, подполковник Бенжамин Робак, подполковник Джозеф Хайс и полковник Томас Брэндон. Каждый батальон насчитывал от 120 до 250 человек. Ополчение Джорджии присутствовало в виде трёх небольших рот под командованием майора Канингема. Некоторые джорджианцы служили в южнокаролинских ротах.
Сам Морган утверждал, что в его распоряжении было 800 человек, но историки полагают, что их было несколько больше, до 1000 человек.
Армия Тарлетона при Каупенсе состояла из регулярной линейной пехоты, лёгкой пехоты, кавалерии и артиллерии. 7-й пехотный полк («Королевские фузилеры») воевал в Америке с 1775 года, был захвачен в плен во время американского вторжения в Канаду, обменян и в 1780 году участвовал в осаде Чарлстона. Полк состоял из 9 офицеров и 168 рядовых, им командовал майор Тимоти Ньюмарш. 71-й пехотный полк был элитной частью армии, прошёл многие сражения войны и участвовал в сражении при Кэмдене, где вёл бой с мэрилендскими и делавэрскими полками. В полку было 249 человек и 14 офицеров. Лёгкая пехота была сведена в батальон из четырёх рот: рота 16-го полка (41 человек), рота 1-го батальона 71-го полка (около 35 человек), рота 2-го батальона 71-го полка (около 34 человек), и рота полка принца Уэльсского (25—50 человек). Лёгкой пехоты было минимум 135 человек и максимум 160 человек. Командир этого батальона точно не известен.
Пехота Британского легиона была набрана в Нью-Йорке в 1778 году и считалась элитной частью среди лоялистских формирований. В 1780 году в её состав вошли многие пленные армии США. Официальный командир легиона отсутствовал по болезни, и командовал им, вероятно, капитан Джон Роуслетт. Легион насчитывал от 200 до 271 человека. Кавалерия Тарлетона состояла из 17-го легкодрагунского полка (50 сабель, лейтенант Генри Неттлс) и кавалерии Британского легиона, примерно 250 сабель, в основном лоялистов и пленных, завербованных после Кэмдена.
Об артиллерии Тарлетона почти ничего не известно. Это были два орудия из разных артиллерийских частей и без общего командира. Обычно при орудии состояло 11 артиллеристов. Помимо этого, у Тарлетона было ещё 50 лоялистов, завербованных в конце 1780 года, которые служили разведчиками и проводниками. Историк Джон Бьюкенен насчитывал в составе армии Тарлетона 1031 человека.

## Сражение
17 января, за час до рассвета, стало известно, что Тарлетон уже в пяти милях и приближается. «Вставайте, мальчики, — объявил Морган, — Бенни идёт сюда!». Последующие два часа его армия занимала предписанные позиции, а Морган разъезжал среди людей и напоминал им, что они обязательно победят, если просто выполнят его инструкции. В отличие от Гейтса, который при Кэмдене оставался в тылу, Морган находился прямо на передовой линии и произносил мотивирующие речи: «Покажите мне, кто более достоин называться храбрыми парнями, парни из Каролины или из Джорджии!», «К оружию, друзья, мои дорогие мальчики, — говорил он континенталам, — вспомните Саратогу, Монмут, Паоли, Брэндивайн, а сегодня настала ваша очередь сражаться за честь и свободу!».
Было 07:00, когда появились первые отряды армии Тарлетона. Командующий британцев слабо проявил себя в тот день. Он был выдающимся кавалеристом, но не уделял внимания тактике. Его люди были на ногах с трёх часов ночи, шли по трудным дорогам, и, по словам историка Дэна Моррилла, опытный офицер должен был понимать, что необходимости немедленно атаковать нет. Моргану было некуда уходить, в случае отступления к реке он был бы легко разбит. У Тарлетона была артиллерия, а у Моргана её не было. Тарлетон вполне мог бы обойти позицию противника и атаковать его с фланга, и кавалерия Уильяма Вашингтона едва ли смогла бы ему помешать. Но Тарлетон решил не откладывать боевые действия, а сразу же атаковать противника во фронт. Он отправил небольшой отряд драгун прощупать передовую позицию Моргана, но кавалеристы попали под огонь стрелковой цепи, потеряли 15 человек и отступили. Тогда Тарлетон построил свой отряд в одну линию примерно в 400 метрах от передовой позиции американцев и, как раз на восходе, приказал атаковать.
Его лёгкая пехота наступала на правом фланге, пехота и кавалерия Британского легиона в центре, а 7-й пехотный полк на левом фланге. Отряды по 50 драгун стояли на флангах пехотной линии. Американские снайперы отошли к линии ополчения, а офицеры тем временем приказали ни в коем случае не стрелять, пока противник не подойдёт достаточно близко. Затем, как и требовал Морган, ополчение сделало два залпа и стало отходить, не поддаваясь, однако, панике. Ополченцы решили, что их участие больше не требуется, но Морган и Пикенс остановили их и снова построили позади линии регуляров. Континентальные полки в это время вступили в перестрелку с британской пехотой. Заметив, что противник не бежит, Тарлетон приказал 71-му пехотному полку, стоящему в резерве, выдвинуться вперёд и атаковать правый фланг американской линии. Двигаясь в обход фланга, британцы встретились со снайперами северокаролинского майора Макдауэлла, который задержал их на какое-то время, а потом отступил за правый фланг линии континенталов. Заметив обход, Командовавший третьей линией Ховард приказал вирджинским ротам Эндрю Уоллеса (ротам правого фланга) отойти назад и повернуться фронтом вправо, но из-за неразберихи приказ был неправильно понят, и все фланговые роты стали отходить.
«Что касается того отступления… — писал потом Ховард, — та рота у меня на правом фланге была вирджинская, под командованием капитана Уоллеса, который незадолго до этого завязал отношения с одной жуткой женщиной в лагере и настолько потерял голову, что в пикете, и в иных обстоятельствах всегда держал её при себе и выглядел несчастным, когда она отсутствовала. Похоже, он растерял все свои офицерские качества. В таком вот состоянии он находился во время боя».
В момент перестроения рота Уоллеса попала под залп 71-го полка, и это только усилило неразбериху. Соседняя вирджинская рота Лоусона увидела отступление Уоллеса и тоже стала отходить. Так как отступление проходило организованно, не ломая строя, то остальные роты линии решили, что был дан приказ на отход, и стали одна за другой отступать. Удивлённый Морган нашёл Ховарда и спросил, что происходит, на что тот ответил, что раз роты отступают в порядке, то они не разбиты. Тогда Морган указал на небольшую возвышенность в тылу и приказал отступать туда, после чего встать лицом к врагу. Сам Морган утверждал, что пехота отступила на 100 футов, другие свидетели говорят о 240 футах (80 метров). Это отступление помогло правому американскому флангу избежать атаки.
До этого момента британская армия сохраняла дисциплину, но при виде отходящего противника пехотинцы не выдержали и бросились вперёд, иногда по одному, иногда небольшими группами, полностью сломав строй. Однако они были утомлены ночным маршем и утренним сражением, поэтому не смогли наступать достаточно быстро. Это позволило американской армии отступить на высоту и выровнять ряды. За минуту отступления солдаты Ховарда успели перезарядить свои мушкеты. 71-й полк был на расстоянии 30 метров, когда американцы дали очень точный залп. Один из британцев вспоминал, что этим залпом была выбита почти половина наступающего полка. Британская линия пришла в замешательство, и тогда Ховард отдал приказ о штыковой атаке. Этот неожиданный поворот событий только усилил замешательство в рядах британской армии. Ранее Вашингтон сообщил Ховарду, что противник атакует нестройной толпой, и если попадёт под залп, то он, Вашингтон, готов атаковать его. Поэтому, как только прогремел залп, его драгуны бросились на левый фланг 71-го полка.
71-й пехотный полк не обратился в бегство, а стал постепенно отступать, отстреливаясь и нанося врагу некоторые потери. В это время ополченцы Эндрю Пикенса уже пришли в себя в тылу за линией регуляров и снова присоединились к сражению. Они вышли на правый фланг своей армии и атаковали 71-й полк с фланга, и только после этой атаки 71-й не выдержал и обратился в бегство, впервые в своей истории. Американцы преследовали их, прорвались к орудиям и быстро захватили их. Тарлетон, увидев, что его орудия в опасности, пытался собрать пехотинцев для защиты пушек, но не смог. Тогда он бросил к орудиям кавалерию, которая ранила несколько человек, но пушки вернуть не смогла. 71-й пехотный успел построиться и пытался держать оборону, но оказался почти в окружении и сдался. Примерно то же самое происходило на правом фланге британской армии: две роты лёгкой пехоты сдались ополченцам.
Обозы армии Тарлетона находились на некотором расстоянии от поля боя. Когда пришли известия о разгроме, командир обоза попытался уничтожить повозки, но не успел. 35 повозок в итоге достались американцам. Когда сам Тарлетон прибыл к обозу, то уже застал там американский отряд. Он атаковал и отогнал американцев, и это было последним боевым столкновением сражения. Через пару дней местные ополченцы обнаружили ещё часть обоза, которая, вероятно, отстала от основного, и захватили её.

## Последствия
Несмотря на победу при Каупенсе, положение американской армии оставалось сложным, поэтому уже через шесть дней после сражения Грин повёл свою часть армии, примерно 1500 человек, на север. Морган повёл своих людей, примерно 1100 человек, туда же. Грин опасался, что Корнуоллис атакует и разобьёт Моргана, поэтому постарался объединить армии как можно быстрее, а затем отвести их в безопасное место. Корнуоллис в те дни уже получил подкрепления, и его армия насчитывала 2400 человек. Несмотря на чувствительную потерю кавалерии, он решил продолжать кампанию. Морган успел отвести свой отряд к реке Катоба и переправиться через неё 22 января. Корнуоллис вышел к этой реке 23 февраля, но внезапные ливни остановили его почти на неделю. На успех отхода Моргана повлиял исход сражения при Каупенсе: без кавалерии Тарлетона британцы не знали, куда именно движется их противник, и действовали наугад. 31 января Корнуоллис начал переходить реку Катоба, а Морган в тот же день начал марш на Солсбери и одновременно попытался задержать британцев на переправе, что привело к сражению при Кованс-Форд. Бой сложился неудачно для американцев, но выиграл для них немного времени, и 3 февраля они успели перейти реку Ядкин. Корнуоллис вышел к этой реке уже 4 февраля, но не смог быстро форсировать её из-за отсутствия лодок. 8 февраля он наконец перешёл Ядкин, но в тот же день армии Грина и Моргана соединились у Гилфорд-Кортхауз.
Корнуоллис писал лорду Роудону, что известия о поражении у Каупенса разбили его сердце. Остальные офицеры тоже переживали по поводу неудачи, но одновременно со злорадством восприняли разгром Тарлетона, которого недолюбливали. Очевидцы вспоминали, что британские офицеры собирались группами на улицах Чарлстона и с печальными лицами обсуждали это событие. Когда пленные британские офицеры были отпущены по обмену, они прибыли в Чарлстон, раздражённые неудачей, а некоторые поговаривали, что всё случилось только потому, что командование доверили такому мальчишке, как Тарлетон. Сам Тарлетон запросил отставку и потребовал созвать трибунал для выявления его вины, но Корнуоллис ему отказал. 30 января он написал Тарлетону, что не сомневается в его способностях командира, что тот всё сделал правильно и только поведение личного состава привело к разгрому. Историки сходятся во мнении, что Корнуоллис понимал, что на самом деле это не так, но успокаивал Тарлетона, так как нуждался в нём для этой кампании. Кроме того, он так часто восхвалял Тарлетона в отчётах начальству, что не мог сознаться в том, что заблуждался.

### Потери
Британские потери известны из нескольких источников. Морган в отчёте Грину указал 29 офицеров и 500 британских рядовых ранеными, 10 офицеров и более ста рядовых убитыми — всего 39 офицеров и 800 рядовых. Старший сержант Уильям Сеймур из делавэрской роты называл 37 офицеров и 730 рядовых ранеными, 10 офицеров и 190 рядовых убитыми — всего 37 офицеров и 920 рядовых. Энциклопедия военных потерь Клодфелтера пишет о 100 убитых, 229 раненых и 600 пропавших без вести. Историк Кристофер Уорд пишет, что британцы потеряли 100 человек убитыми, из них 39 офицеров, 229 раненых пленных и 600 пленных без ранений. Это было примерно 90 % всей армии Тарлетона. Историк Дэн Моррил называет такие же цифры с уточнением, что среди 600 пленных было 27 офицеров. Кроме того, по данным Уорда, американцам достались два знамени 7-го пехотного полка, 2 орудия, 800 мушкетов, 35 обозных повозок, 100 драгунских лошадей, 60 негров и множество боеприпасов.
Корнуоллис потерял почти четверть своей армии. Ещё 15 января она насчитывала 3200 или 3300 человек, а утром 17 января сократилась до 2550 человек, при этом Корнуоллис потерял всю свою лёгкую пехоту. Однако даже после этого британские регуляры по численности вдвое превосходили регуляров Грина.
Американские потери, согласно отчёту Моргана, составили 12 убитых и 60 раненых. Однако поскольку Морган старался изобразить Каупенс как победу регулярной армии, то весьма вероятно, что он учитывал только потери регуляров. К XXI веку поимённо известны 24 убитых и 104 раненых в составе американских войск, участвовавших в бою при Каупенсе. По данным северокаролинских архивов, в сражении были ранены 3 офицера и 55 рядовых регулярной армии и убито 10 рядовых; ещё 80 человек составили потери ополчения. В сумме эти потери составляют 148 человек.
Когда Морган строил свою пехоту, он поставил ополченцев на основной высоте, а континенталов позади, немного ниже по склону. Он, вероятно, знал, что британская пехота имеет привычку брать прицел слишком высоко и давать перелёт, поэтому специально поставил континенталов ниже и тем ещё более понизил точность стрельбы противника. Этим может объясняться то, что американцы понесли довольно небольшие потери.

### Историческое значение
Сражение при Каупенсе длилось недолго, но стало поворотным моментом американской Войны за независимость. Оно привлекло к себе внимание американского общества, поскольку произошло вскоре после громких побед британской армии. Корнуоллис в этом бою лишился всей своей лёгкой пехоты, и ему пришлось сокращать свои обозы, чтобы нагнать армию Грина. Влияние сражения на численность британской армии и на её дух было весьма велико, и во многом оно способствовало исходу кампании, когда Корнуоллис капитулировал в Йорктауне. Сражение было тактическим шедевром Моргана, но со временем начало забываться, историки уделяли ему меньше внимания, чем сражениям при Лексингтоне или при Йорктауне. Отчасти это объясняется тем, что многие историки, будучи северянами, уделяли больше внимания северному театру военных действий, и потому что внимание доставалось в основном кампаниям Джорджа Вашингтона.
Участники сражения осознавали его историческое значение, и этим объясняется большое количество его описаний. Это позволяет изучать сражение с различных точек зрения. Со временем возник новый источник информации в виде документов, прилагаемых к пенсионным заявлениям. Вместе с тем, долгое время в исторических работах использовались только труды ранних историков, а первоисточникам не уделялось внимания. Только в 1960-х годах историк Самуэль Маршалл разработал методику описания сражений на основе свидетельств очевидцев, что впоследствии было применено и к сражению при Каупенсе.
Само поле боя было забыто после сражения. В 1803 году этот участок земли купил у штата Дэниэл Макларен. Земля использовалась для выращивания хлопка, потом здесь появилась плавильная мастерская. Только в 1856 году появился первый обелиск, и в том же году один акр земли около монумента был выкуплен у собственника. 17 января 1861 года, к 80-летию сражения, на поле боя прошёл большой митинг, связанный с выходом Южной Каролины из состава Союза. Однако с началом Гражданской войны поле боя снова было забыто. В 1880 году по случаю столетия сражения было решено устроить праздник и возвести новый монумент, эту идею отстаивал в Конгрессе сенатор Уэйд Хэмптон. 11 мая 1881 года был открыт памятник Моргану, но не на поле боя (во избежание вандализма), а в городе Спартанберге. В 1898 и 1899 годах Конгрессу предлагались проекты создания на поле боя национального парка, но они были отклонены. В 1928 году был создан Cowpens National Battlefield Site под управлением военного департамента. В 1933 году президент Рузвельт перевёл исторические поля сражений в ведение системы Службы национальных парков. В марте 1981 года поле боя при Каупенсе стало самостоятельным учреждением.

### В кинематографе
В фильме Роланда Эммериха «Патриот», снятом в 2000 году, показано сражение, которое во многом напоминает Каупенс, хотя и не названо по имени. Главный герой, Бенжамин Мартин, предлагает поставить ополчение в первой линии, как это было при Каупенсе, и перед сражением объясняет ополченцам их задачу (сделать только два выстрела), как делал Морган перед Коупенсом. Когда в фильме ополченцы начали отступать, британская пехота бросилась за ними, сломав строй, как это примерно и было при Коупенсе. Создателей фильма иногда обвиняли в неточном изображении событий сражения, но они отвечали, что их фильм снят лишь по мотивам сражений при Каупенсе и при Гилфорд-Кортхаузе.

### Статьи
- Hourihan, William J. Historical Perspective: The Cowpens Staff Ride: A Study in Leadership (англ.) // The Army Chaplaincy : journal. Архивировано 24 июня 2007 года.
- Rankin, Hugh F. COWPENS: PRELUDE TO YORKTOWN (англ.) // The North Carolina Historical Review. — North Carolina Office of Archives and History, 1954. — Vol. 31, iss. 3. — P. 336—369.